# Buy the Way
Buy the Way là chuỗi cửa hàng tiện lợi của Hàn Quốc hoạt động dưới công ty mẹ là Lotte 7-Eleven. Công ty được thành lập vào tháng 6 năm 1990.

## Lịch sử
Tháng 2 năm 1991 chứng kiến sự ra mắt của các cửa hàng đầu tiên tại Shinchon, Seodaemun-gu, Seoul và Sinchon. Năm 2005, hơn 1.000 cửa hàng tại Hàn Quốc là chuỗi cửa hàng tiện lợi. Buy the Way đã được kết hợp dần vào tên của cửa hàng Seven-Eleven.